# Parelloop 2013
De Parelloop 2013 vond plaats op zondag 7 april 2013. Het was de 25e editie van dit evenement. 
De wedstrijd bij de mannen werd gewonnen door de Keniaan James Rungaru in 28.03. Hij bleef hiermee zijn landgenoten Charles Cheruiyot (28.05) en Alfred Cherop (28.06) nipt voor. Ook bij de vrouwen was Kenia succesvol. Net als vorig jaar zegevierde de Keniaanse Esther Chemtai in deze wedstrijd.
Naast de 10 km kende dit evenement ook een loop over 5 km, een studentenloop (2,5) en twee kinderlopen (500 meter en 1 km).
De beste Nederlander werd Abdi Nageeye; met een tijd van 28.08 liep hij een Nederlands record op de 10 kilometer. Hij verbeterde hiermee het oude record met een seconde, dat sinds 2002 op naam stond van Luc Krotwaar.

## Wedstrijd
Mannen
| rang   | naam                 | land | tijd  |
| ------ | -------------------- | ---- | ----- |
| Goud   | James Rungaru        | KEN  | 28.03 |
| Zilver | Charles Cheruiyot    | KEN  | 28.05 |
| Brons  | Alfred Cherop        | KEN  | 28.06 |
| 4      | Abdi Nageeye         | NED  | 28.08 |
| 5      | Philip Yiego         | KEN  | 28.08 |
| 6      | Henry Sang           | KEN  | 28.23 |
| 7      | Isaac Mwangi         | KEN  | 28.26 |
| 8      | Edwin Mokua          | KEN  | 28.27 |
| 9      | Dennis Masai         | KEN  | 28.43 |
| 10     | Peter Wanjiru        | KEN  | 28.45 |
| 11     | David Kibet          | KEN  | 28.59 |
| 12     | Khalid Choukoud      | NED  | 29.00 |
| 13     | Patrick Kimeli       | KEN  | 29.15 |
| 14     | Abdelhadi El Hachimi | BEL  | 29.23 |
| 15     | Dennis Licht         | NED  | 29.24 |
| 16     | Julius Koech         | KEN  | 29.24 |
| 17     | Antoine Duvivier     | BEL  | 29.33 |
| 18     | Scott Overall        | GBR  | 29.49 |
| 19     | Roy Hoornweg         | NED  | 30.13 |
| 20     | Noureddine Htaibi    | MAR  | 30.17 |

Vrouwen
| rang   | naam                      | land | tijd  |
| ------ | ------------------------- | ---- | ----- |
| Goud   | Esther Chemtai            | KEN  | 31.53 |
| Zilver | Valentine Kipketer        | KEN  | 32.16 |
| Brons  | Jane Moraa                | KEN  | 32.45 |
| 4      | Tabitha Gichia            | KEN  | 32.47 |
| 5      | Peninah Kigen             | KEN  | 33.16 |
| 6      | Mary Maina                | KEN  | 33.38 |
| 7      | Veerle Dejaeghere         | BEL  | 33.43 |
| 8      | Maryanne Wanjiru          | KEN  | 34.00 |
| 9      | Ruth van der Meijden      | NED  | 34.05 |
| 10     | Annett Horna              | GER  | 34.05 |
| 11     | Lalla Aziza Alaoui Selsou | MAR  | 34.16 |
| 12     | Ferahiwat Gamachu         | BEL  | 34.31 |
| 13     | Leha Rotich               | KEN  | 34.33 |
| 14     | Jamie van Lieshout        | NED  | 34.38 |
| 15     | Sabine van de Reijt       | NED  | 34.52 |
| 16     | Leila Luik                | EST  | 35.03 |
| 17     | Fatima Gardadi            | MAR  | 35.51 |
| 18     | Liina Luik                | EST  | 35.57 |
| 19     | Anouk Claessens           | NED  | 35.57 |
| 20     | Nadja Wijenberg           | NED  | 37.01 |

1989 ·
1990 ·
1991 ·
1992 ·
1993 ·
1994 ·
1995 ·
1996 ·
1997 ·
1998 ·
1999 ·
2000 ·
2001 ·
2002 ·
2003 ·
2004 ·
2005 ·
2006 ·
2007 ·
2008 ·
2009 ·
2010 ·
2011 ·
2012 ·
2013 ·
2014 ·
2015 ·
2016 ·
2017 ·
2018 ·
2019 ·
2020 (afgelast) ·
2021 (afgelast) ·
2022 ·
2023 ·
2024